# محمد ابراهیم شینواری
محمد ابراهیم شینواری (زاده: ۱۹۶۹ میلادی ولسوالی شیگل - ولایت کنر) سیاستمدار افغانستانی و سرپرست وزارت معارف افغانستان از ۲۳ عقرب ۱۳۹۶ تا ۵ حمل/فروردین ۱۳۹۷ در دولت وحدت ملی به ریاست جمهوری محمد اشرف غنی بود.

## زندگی‌نامه
محمد ابراهیم شینواری زاده ۱۹۶۹ میلادی از روستای شینکورک، ولسوالی شیگل ولایت کنر است. وی تحصیلات ابتدایی خود را در زادگاهش و سپس در جلال آباد و تحصیلات متوسطه خود را در لیسه/دبیرستان عالی سروبی کابل به اتمام رسانید. در سال ۱۹۹۷ از دانشگاه کابل در رشته طب معالجه‌ای فارغ التحصیل گردید.

### دیگر فعالیت‌ها
- ۱۹۹۷: کار در کلینیک درمانی موسسه سوئدی در ولسوالی شیگل ولایت کنر.
- ۱۹۹۸: آمر مراقبت‌های اولیه صحی ریاست صحت عامه ولایت ننگرهار.
- ۲۰۰۲: همکاری با اداره یونیسف در ولایت ننگرهار.
- ۲۰۰۵ - ۲۰۰۹: مسئول برنامه صندوق نفوس ملل متحد برای افغانستان.
- ۲۰۱۴ - ۲۰۱۵: مسئول دفتر مایکرونیوترینت انیشیاتیف (فعالیت این دفتر در راستای بهبود تغذیه نوزادان و مادران می‌باشد)
- ۲۰۱۵: معین تعلیمات عمومی وزارت معارف.